# Équipe d'Italie de football au Championnat d'Europe 1980
L'équipe d'Italie de football participe à sa deuxième phase finale de championnat d'Europe lors de l'édition 1980 qui se tient sur son sol du 11 juin 1980 au 22 juin 1980.
En tête du groupe 2, les Italiens terminent à égalité de point (4) et de différence de buts (+1) avec les Belges. En ayant marqué plus de buts, la Belgique se classe première et se qualifie pour la finale tandis que l'Italie, deuxième, doit se contenter de disputer le match pour la 3e place. Dans cette petite finale, l'Italie et la Tchécoslovaquie ne peuvent se départager (1-1). L'Italie perd la séance de tirs au but par 8 à 9 et manque ainsi le podium.
À titre individuel, Claudio Gentile, Gaetano Scirea, Marco Tardelli et Dino Zoff font partie de l'équipe-type du tournoi.

## Phase qualificative
La phase qualificative est composée de trois groupes de cinq nations et quatre groupes de quatre nations. Les sept vainqueurs de poule se qualifient pour l'Euro 1980 et ils accompagnent l'Italie, qualifiée d'office en tant que pays organisateur.

## Phase finale

### Premier tour
| Groupe 2 |            |     |   |   |   |   |    |    |      |
|          | Équipe     | Pts | J | G | N | P | BP | BC | Diff |
| 1        | Belgique   | 4   | 3 | 1 | 2 | 0 | 3  | 2  | +1   |
| 2        | Italie     | 4   | 3 | 1 | 2 | 0 | 1  | 0  | +1   |
| 3        | Angleterre | 3   | 3 | 1 | 1 | 1 | 3  | 3  | +0   |
| 4        | Espagne    | 1   | 3 | 0 | 1 | 2 | 2  | 4  | -2   |

| 12 juin | Belgique   | 1 | 1 | Angleterre |
| 12 juin | Espagne    | 0 | 0 | Italie     |
| 15 juin | Belgique   | 2 | 1 | Espagne    |
| 15 juin | Angleterre | 0 | 1 | Italie     |
| 18 juin | Espagne    | 1 | 2 | Angleterre |
| 18 juin | Italie     | 0 | 0 | Belgique   |

| 12 juin 1980                      | Espagne   | 0 – 0 | Italie | Stade Giuseppe-Meazza, Milan                    |                                                 |
| 20:30 · Historique des rencontres |           |       |        | Spectateurs : 46 816 Arbitrage : Károly Palotai | Spectateurs : 46 816 Arbitrage : Károly Palotai |
| 20:30 · Historique des rencontres | (Rapport) |       |        | Spectateurs : 46 816 Arbitrage : Károly Palotai | Spectateurs : 46 816 Arbitrage : Károly Palotai |

| 15 juin 1980                      | Italie       | 1 – 0 | Angleterre | Stadio Comunale, Turin                          |                                                 |
| 20:30 · Historique des rencontres | Tardelli 79e |       |            | Spectateurs : 59 646 Arbitrage : Nicolae Rainea | Spectateurs : 59 646 Arbitrage : Nicolae Rainea |
| 20:30 · Historique des rencontres | (Rapport)    |       |            | Spectateurs : 59 646 Arbitrage : Nicolae Rainea | Spectateurs : 59 646 Arbitrage : Nicolae Rainea |

| 18 juin 1980                      | Italie    | 0 – 0 | Belgique | Stade olympique de Rome, Rome                                  |                                                                |
| 20:30 · Historique des rencontres |           |       |          | Spectateurs : 42 318 Arbitrage : António José da Silva Garrido | Spectateurs : 42 318 Arbitrage : António José da Silva Garrido |
| 20:30 · Historique des rencontres | (Rapport) |       |          | Spectateurs : 42 318 Arbitrage : António José da Silva Garrido | Spectateurs : 42 318 Arbitrage : António José da Silva Garrido |

### Petite finale
| 21 juin 1980                      | Italie                                                                                               | 1 – 1             | Tchécoslovaquie                                                                             | Stade San Paolo, Naples                         |                                                 |
| 20:30 · Historique des rencontres | Graziani 73e                                                                                         |                   | Jurkemik 54e                                                                                | Spectateurs : 24 652 Arbitrage : Erich Linemayr | Spectateurs : 24 652 Arbitrage : Erich Linemayr |
| 20:30 · Historique des rencontres | (Rapport)                                                                                            |                   |                                                                                             | Spectateurs : 24 652 Arbitrage : Erich Linemayr | Spectateurs : 24 652 Arbitrage : Erich Linemayr |
| 20:30 · Historique des rencontres | · Causio · Altobelli · Baresi · Cabrini · Benetti · Graziani · Scirea · Tardelli · Collovati         | Tirs au but 8 - 9 | · Masny · Nehoda · Ondruš · Jurkemik · Panenka · Gögh · Gajdůšek · Kozak · Barmoš ·         | Spectateurs : 24 652 Arbitrage : Erich Linemayr | Spectateurs : 24 652 Arbitrage : Erich Linemayr |
| 20:30 · Historique des rencontres | Zoff - Gentile, Cabrini, Baresi, Collovati - Scirea, Causio, Tardelli, Graziani - Bettega, Altobelli | Équipes           | Netolicka - Barmoš, Ondrus, Vojacek, Gögh - Kozak, Jurkemik, Panenka, Masny - Nehoda, Vizek | Spectateurs : 24 652 Arbitrage : Erich Linemayr | Spectateurs : 24 652 Arbitrage : Erich Linemayr |

## Effectif
Sélectionneur : Enzo Bearzot
| No. | Pos.      | Joueur               | Date de naissance et âge | Sélec. | Club              |
| --- | --------- | -------------------- | ------------------------ | ------ | ----------------- |
| 1   | Gardien   | Dino Zoff            | 28 février 1942          |        | Juventus de Turin |
| 2   | Défenseur | Franco Baresi        | 8 mai 1960               |        | AC Milan          |
| 3   | Défenseur | Giuseppe Baresi      | 7 février 1958           |        | Inter de Milan    |
| 4   | Défenseur | Mauro Bellugi        | 7 février 1950           |        | SSC Naples        |
| 5   | Défenseur | Antonio Cabrini      | 8 octobre 1957           |        | Juventus de Turin |
| 6   | Défenseur | Fulvio Collovati     | 9 mai 1957               |        | AC Milan          |
| 7   | Défenseur | Claudio Gentile      | 27 septembre 1953        |        | Juventus de Turin |
| 8   | Défenseur | Aldo Maldera         | 14 octobre 1953          |        | AC Milan          |
| 9   | Défenseur | Gaetano Scirea       | 25 mai 1953              |        | Juventus de Turin |
| 10  | Milieu    | Giancarlo Antognoni  | 1er avril 1954           |        | Fiorentina        |
| 11  | Milieu    | Romeo Benetti        | 20 octobre 1945          |        | AS Rome           |
| 12  | Gardien   | Ivano Bordon         | 13 avril 1951            |        | Inter de Milan    |
| 13  | Milieu    | Ruben Buriani        | 16 mars 1955             |        | AC Milan          |
| 14  | Milieu    | Gabriele Oriali      | 25 novembre 1952         |        | Inter de Milan    |
| 15  | Milieu    | Marco Tardelli       | 24 septembre 1954        |        | Juventus de Turin |
| 16  | Milieu    | Renato Zaccarelli    | 18 janvier 1951          |        | Torino            |
| 17  | Attaquant | Alessandro Altobelli | 28 novembre 1955         |        | Inter de Milan    |
| 18  | Attaquant | Roberto Bettega      | 27 décembre 1950         |        | Juventus de Turin |
| 19  | Attaquant | Franco Causio        | 1er février 1949         |        | Juventus de Turin |
| 20  | Attaquant | Francesco Graziani   | 16 décembre 1952         |        | Torino            |
| 21  | Attaquant | Roberto Pruzzo       | 1er avril 1955           |        | AS Rome           |
| 22  | Gardien   | Giovanni Galli       | 29 avril 1958            |        | Fiorentina        |